# Mont Tanéka
Der Mont Tanéka (auch in der Variante Tanekas) ist mit 654 m Höhe die zweithöchste Erhebung in Benin. Der Berg befindet sich in dem Togo-Atakora-Gebirge; seine Schartenhöhe beträgt 245 Meter.